# Quaternion (poésie)
Le quaternion est un style poétique dont les œuvres sont divisées en quatre parties thématiques.  

## Caractéristiques
Le mot quaternion provient du mot latin quaterni, signifiant « quatre par quatre » . Le poème peut prendre n'importe quelle forme poétique et « offre aux poètes la possibilité d'expérimenter des structures rhétoriques variées » . En revanche, tous les quaternions ont de commun le fait que chaque partie explore la nature complémentaire du thème général. 

## Exemples
Anne Bradstreet, considérée comme premier poète d'Amérique, écrit quatre quaternions :
- "Quatre saisons"
- "Quatre éléments" (Feu, Terre, Eau et Air)
- « Des quatre humeurs de la constitution de l'homme » (sanguine, pragmatique, colérique et mélancolique)
- « Des quatre âges de l'homme » (Enfance, jeunesse, âge adulte et vieillesse)

Elizabeth Daryush, connue pour son vers syllabique, écrit un quaternion dans son poème Accendetal .